# Аляска (полуостров)
Аля́ска (англ. Alaska Peninsula, алеут. Alasxix̂) — полуостров на северо-западе Северной Америки, омываемый водами Бристольского залива Берингова моря и Тихого океана.
Иногда под полуостровом Аляска ошибочно понимается территория всего штата Аляска, напоминающая очертаниями полуостров, но не классифицируемая как таковой.

## Этимология
Название «Аляска» возникло во времена Русской Америки и было образовано от алеутской идиомы, буквально означающей «объект, на который направлено действие моря».
В англоязычной литературе также встречаются названия Aleut Peninsula — «полуостров Алеут» или «полуостров алеутов», и Aleutian Peninsula — «Алеутский полуостров».
В дореволюционных источника встречаются названия Аласка, Алашка, Аляшка и Алаеска.

## География
Территория полуострова является юго-западной частью штата Аляска (США). Протяжённость около 700 км, ширина от 170 до 10 км. Основной ландшафт составляет Алеутский хребет, вершины которого представляют собой действующие (Катмай, 2047 м) или потухшие вулканы. Наибольшая высота 2507 м (вулкан Вениаминова). Встречаются горные тундры, небольшие ледники. Вдоль северо-западного побережья — низменность со множеством озёр (озеро Бочарова — крупнейшее на полуострове и второе в штате), покрытая субарктическими лугами. Площадь полуострова — почти 22 000 км². На полуострове находятся значительные залежи железной руды и каменного угля.
С 1980 года многие прибрежные острова полуострова отнесены к Аляскинскому морскому национальному заповеднику, а значительную часть самого полуострова занимает Национальный заповедник полуострова Аляска.

## Климат
Среднегодовое количество осадков разнится в диапазоне от 610 до 1650 мм. В прибрежных зонах случаются сильные шторма, ветра и ливни. Средняя зимняя температура находится в диапазоне −11 °C и 1 °C, средняя летняя — между 6 °C и 15 °C. В горах случаются морозы в любое время года.

## Население
Полуостров практически не населён, за исключением ряда рыбацких деревень.

## История
Первые русские поселенцы высадились на Аляске в 1732 году. Это были частные зверопромышленники. Их поддержка российским правительством усиливалась, вплоть до учреждения в 1799 году императором Павлом I Российско-американской компании, которая стала фактически управлять колонией. В 1867 году полуостров был куплен Соединёнными Штатами Америки у Российской империи по Договору о продаже Аляски.

## Флора и фауна
На полуострове проживает большая популяция бурых медведей. Кроме того, полуостров богат хвойным лесом и пушными зверями, в частности — морскими выдрами и лисицами. Судя по археологическим находкам, на полуострове раньше обитали слоны, буйволы и лошади. В реках полуострова и в ареолах прилежащих островов живёт большое количество рыбы, тюленей и китов.

## Административное деление
На полуострове находятся боро: Западные Алеутские острова, Восточные Алеутские острова, Бристол-Бей, Кенай, Лейк-энд-Пенинсула.

## Экономика
Штат Аляска, и полуостров Аляска в частности, играет ключевую роль в рыболовной сфере США. По данным за 2019 год, среди мест выгрузки морепродуктов в США, полуостров Аляска занимает седьмое место по объёму выгруженной продукции. Другой важной отраслью экономики на полуострове является торговля мехами.